# Florent Groberg
Pour les articles homonymes, voir Groberg.
Florent A. Groberg, né le 8 mai 1983 à Poissy dans les Yvelines, est un militaire franco-américain.

## Biographie
Florent est né d'un père américain et d'une mère d'origine algérienne, il est né en France puis est naturalisé américain en 2001. Il sert dans la 4e division d'infanterie de l'armée américaine pendant la guerre d'Afghanistan. En août 2012, il est gravement blessé en essayant de déjouer un attentat-suicide et porte désormais une prothèse à la jambe.
Le 12 novembre 2015, Groberg reçoit des mains de Barack Obama la Medal of Honor — la plus haute distinction militaire pour bravoure — pour son action héroïque en Afghanistan.
Retraité de l'armée en 2015, il travaille désormais comme employé civil pour le département de la Défense des États-Unis.

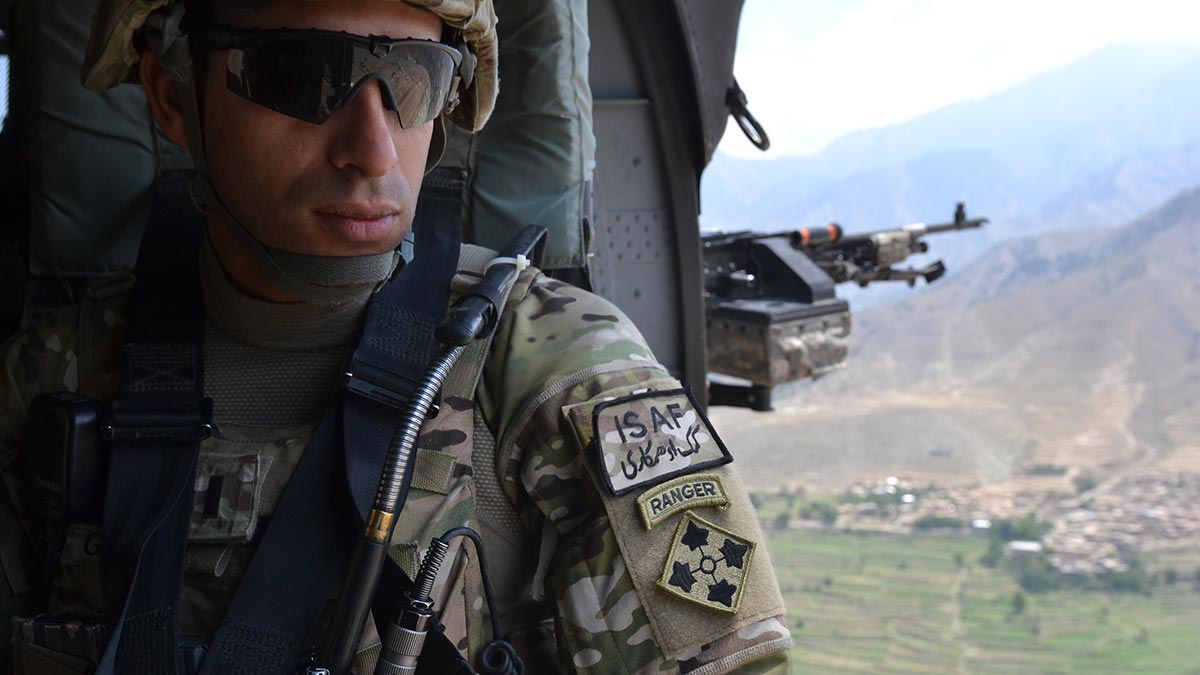
Florent Groberg en hélicoptère.
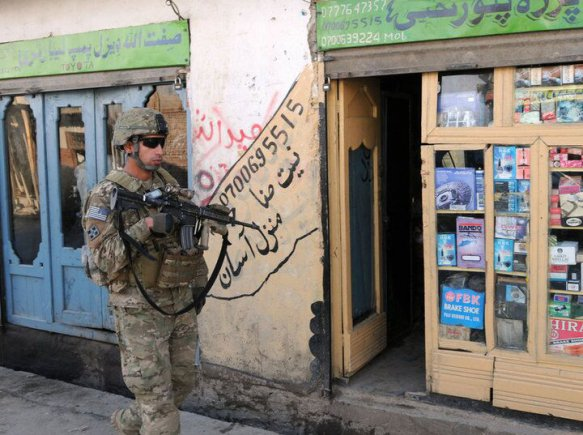
Florent Groberg patrouillant dans les rues d'Asadabad en Afghanistan (9 février 2010).
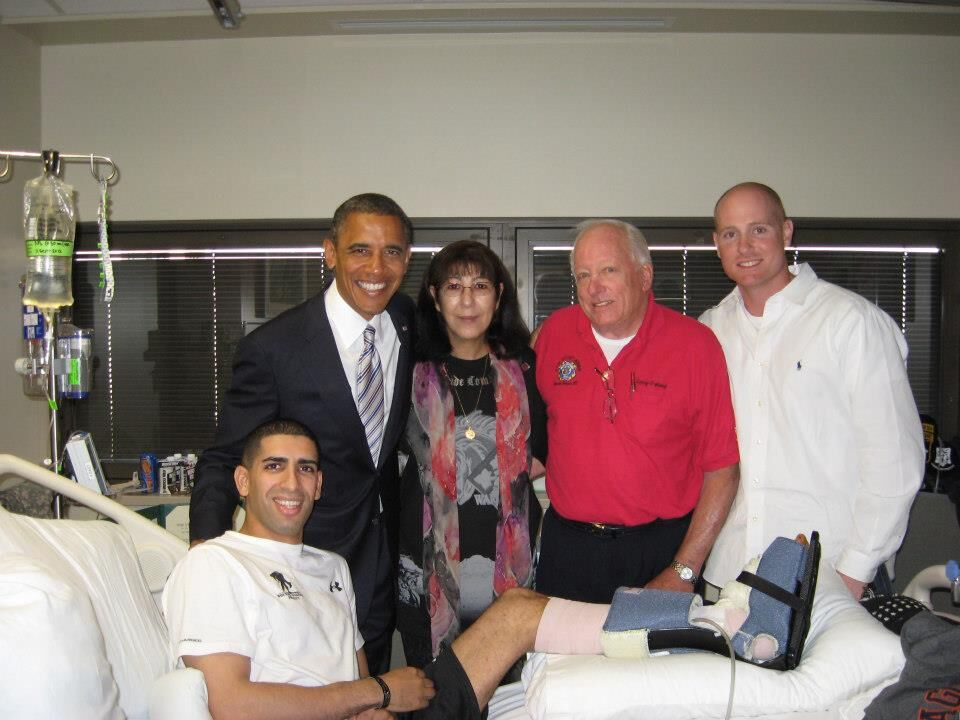
Groberg reçoit la visite d'Obama à l'hôpital.
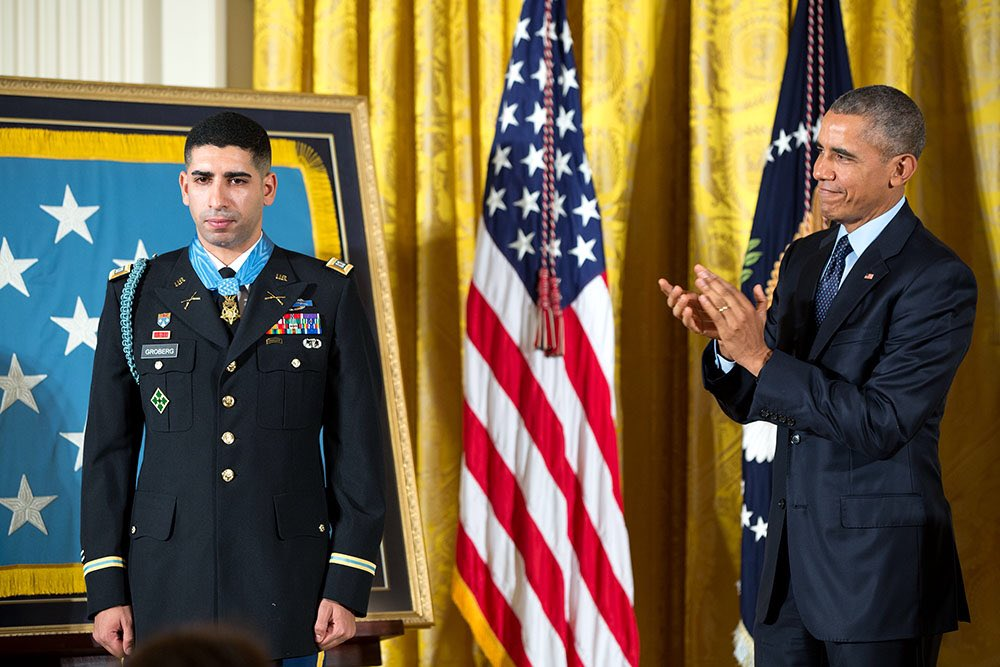
Groberg reçoit la Medal of Honor (12 novembre 2015).